# Radek Štěpánek
Radek Štěpánek (1978. november 27. Karviná, Csehszlovákia) cseh hivatásos teniszező. Főleg szerva-röpte játékot játszik. 1996-ban kezdte el profi karrierjét. Kiváló páros játékosnak bizonyult karrierje elején, 12 ATP-címet is szerzett párosban. 2003 óta azonban inkább egyéni karrierjére összpontosít. 2006. volt karrierje legjobb éve, bejutott a negyeddöntőbe Wimbledonban, és ennek köszönhetően egyéniben elérte a nyolcadik, eddigi legjobb helyezését a világranglistán. Martina Hingis jegyese volt, de a jegyességet 2007 augusztusában felbontották. Jelenleg Nicole Vaidišovával jár. Edzője Petr Korda, korábbi Australian Open-bajnok.

## ATP-döntői

### Egyéni

#### Megnyert döntők
| Összesítés                                            | Összesítés |
| ----------------------------------------------------- | ---------- |
| Grand Slam-torna                                      | (0)        |
| ATP World Tour Masters 1000 / ATP Masters Series      | (0)        |
| ATP World Tour 500 Series / International Series Gold | (1)        |
| ATP World Tour 250 Series / International Series      | (3)        |
| ATP World Tour Finals / Tennis Masters Cup            | (0)        |

| No. | Dátum             | Torna                     | Borítás         | Ellenfél a döntőben | Döntő eredménye  |
| 1.  | 2006. június 13.  | Rotterdam, Hollandia      | Kemény (fedett) | Christophe Rochus   | 6-0, 6-3         |
| 2.  | 2007. július 22.  | Los Angeles, U.S.         | Kemény          | James Blake         | 7-6(7), 5-7, 6-2 |
| 3.  | 2009. január 11.  | Brisbane, Ausztrália      | Kemény          | Fernando Verdasco   | 3–6, 6–3, 6–4    |
| 4.  | 2009. február 15. | San José, Kalifornia, USA | Kemény(f)       | Mardy Fish          | 3–6, 6–4, 6–2    |

### Elveszített döntők (6)
| No. | Dátum             | Torna                     | Borítás          | Ellenfél a döntőben | Döntő eredménye     |
| 1.  | 2004              | Párizs, Franciaország     | Szőnyeg (fedett) | Marat Szafin        | 6-3, 6-7(5), 6-3    |
| 2.  | 2005              | Vietnám                   | Kemény (fedett)  | Jonas Björkman      | 6-3, 7-6(4)         |
| 3.  | 2005              | Milánó, Olaszország       | Szőnyeg (fedett) | Robin Söderling     | 6-3, 6-7(2), 7-6(5) |
| 4.  | 2006              | Hamburg, Németország      | Salak            | Tommy Robredo       | 6-1, 6-3, 6-3       |
| 5.  | 2008              | San José, Kalifornia, USA | Kemény           | Andy Roddick        | 6-4, 7-5            |
| 6.  | 2009. február 22. | Memphis, USA              | Kemény(f)        | Andy Roddick        | 7–5, 7–5            |
| 7.  | 2010. január 10.  | Brisbane, Ausztrália      | Kemény           | Andy Roddick        | 6–7(2), 6–7(7)      |